# صفير (لسانيات)
الصفير لغة: صوت حاد يشبه صوت الطائر، واصطلاحًا: صوت زائد يخرج من بين الشفتين عند النطق بحروف ثلاثة؛ وهي: الزاي، والسين، والصاد.